# Danza de concierto

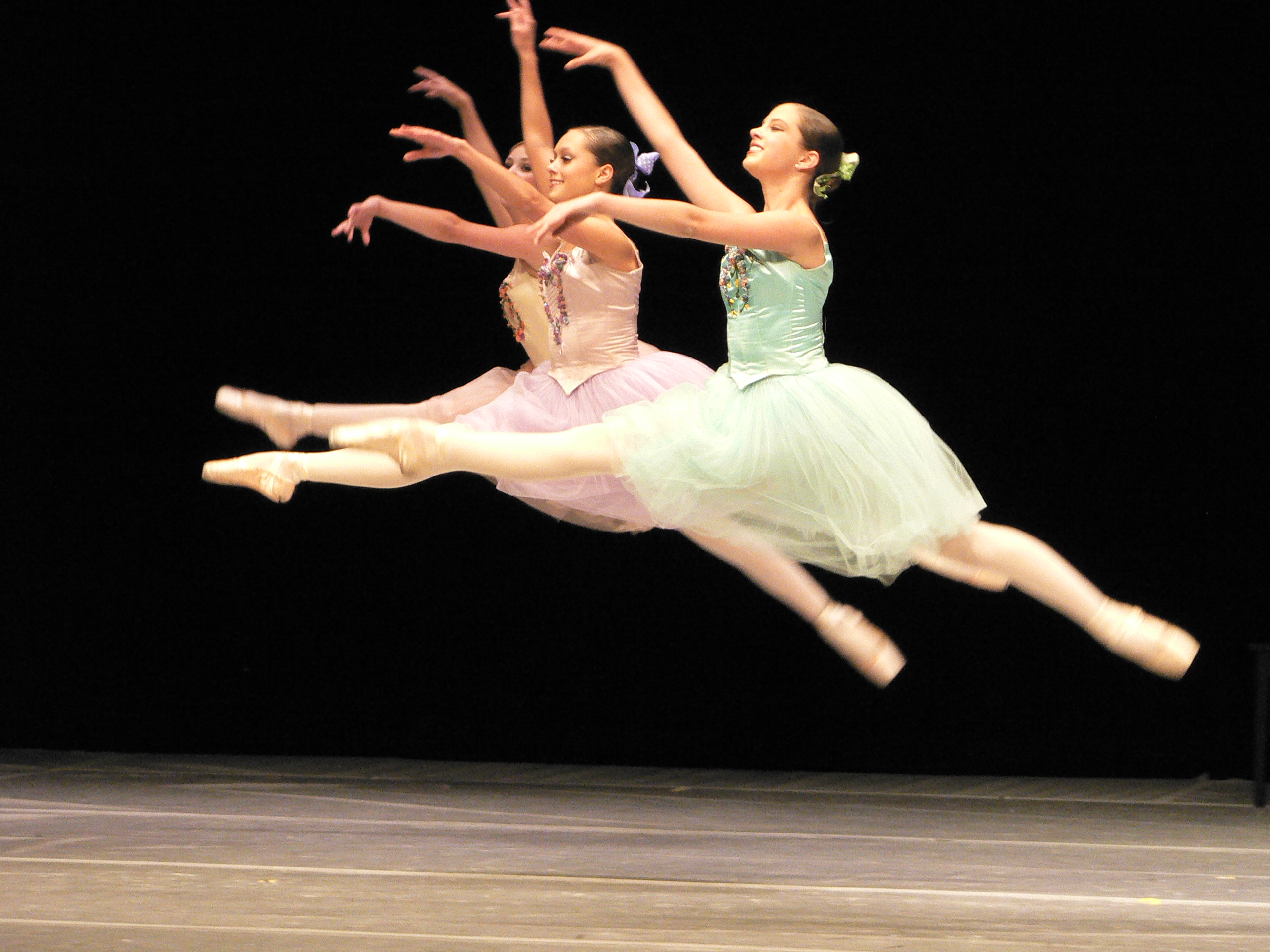
Bailarinas de ballet ejecutando grand jetes durante una presentación de danza de concierto.

La danza de concierto (también conocida como danza de espectáculo o danza de teatro  en el Reino Unido) es un baile realizado para una audiencia. Se realiza con frecuencia en un entorno de teatro, aunque esto no es un requisito, y por lo general se coreografía y se ejecuta para establecer la música.
Por el contrario, la danza social y la danza de participación se pueden realizar sin una audiencia y, por lo general, estas formas de danza no son coreografiadas ni bailadas para establecer música, aunque hay excepciones. Por ejemplo, algunas danzas ceremoniales y danzas barrocas combinan la danza de concierto con la danza de participación haciendo que los participantes asuman el papel de intérpretes o espectadores en diferentes momentos.

## Formas de danza de concierto
Muchos estilos de baile se realizan principalmente en un contexto de baile de concierto, que incluyen:
- Ballet: se originó como la danza de la corte en Italia, luego floreció en Francia y Rusia antes de extenderse por Europa y el extranjero. Con el tiempo, se convirtió en una disciplina académica impartida en escuelas e instituciones. Se formaron grupos de aficionados y profesionales, llevando el ballet de las canchas al teatro y convirtiéndolo en uno de los estilos de baile de concierto más ampliamente interpretados en la actualidad.
- Danza acrobática: surgió en los Estados Unidos y Canadá a principios de 1900 como uno de los tipos de actos realizados en vodevil. La danza acrobática ha evolucionado significativamente desde entonces, con movimientos de baile ahora fundados en la técnica de ballet. Desde sus inicios, el baile acrobático ha sido una forma de baile de concierto.
- Danza clásica india: originado en templos en India. Después del movimiento de independencia indio (1947 a 1950), la danza se convirtió en un tema universitario, las escuelas de danza aparecieron por primera vez, y la danza india clásica se convirtió en una forma de baile de concierto en teatros.
- Danza clásica persa: fue elevado a una forma de arte durante la Dinastía Kayar (1795 a 1925). Se realizó en la corte real del Sah y permaneció allí y entre las familias elitistas y burguesas hasta el siglo XX. Desde entonces, ha evolucionado a su forma moderna y se ha convertido en un estilo de baile de concierto ampliamente interpretado.

Otros
- Belly dance
- Bharatanatyam
- Danza contemporánea
- Euritmia
- Hip hop
- Jazz
- Danza moderna
- Claqué

## Danza de teatro en el Reino Unido
En el Reino Unido, la danza del teatro es un término común utilizado para indicar una gama de disciplinas de danza de espectáculo, y ampliamente utilizado en referencia a la enseñanza de la danza. El Reino Unido tiene una serie de juntas de entrenamiento y examen de baile, y la mayoría tiene una sucursal separada dedicada a la danza teatral, con planes de estudios codificados en cada técnica. Muchos maestros de danzas y escuelas de todo el mundo preparan a sus alumnos para exámenes y títulos de baile en una organización con sede en el Reino Unido, con ejemplos notables como la Royal Academy of Dance, la Imperial Society of Teachers of Dancing y la International Dance Teachers Association. Todas las organizaciones de danza teatral del Reino Unido son consistentes en ofrecer ballet clásico, tap y moderno o jazz como temas centrales de sucursal teatral. Muchos también ofrecen «obras de teatro» o «danza escénica», que está ideada para reflejar la coreografía que se ve en el teatro musical.